# کن (تهران)

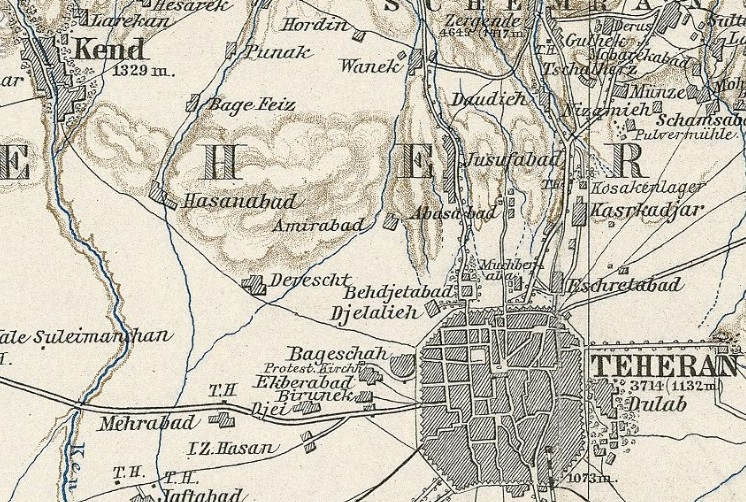
کن در نقشه سال ۱۲۷۹ خورشیدی. نام کن (Kend) در بالای نقشه سمت چپ موجود است. (شهر قدیم تهران در پایین نقشه)

 کَن  محله‌ای در تهران و مرکز بخش کن شهرستان تهران در استان تهران است‌. 
کن در شمال غرب تهران که در انتهای مسیر آن زیارتگاه امام‌زاده داوود قرار دارد. طول مسیر برای رسیدن به این امام زاده در حدود 25 کیلومتر است. کن از محله های قدیمی تهران است که بافت قدیمی خود را تا حدود زیادی حفظ کرده است واز پنج محله تشکیل شده، این محله‌ها عبارتند از سرآسیاب، اسماعیلیان، درقاضی، میان‌ده و بالون.
کن اولین بخش تهران شامل ۴ قریه و دهستان در گذشته بوده است که این ۴ دهستان شامل : کن، شمیران، شهرستانک، خور و ارنگه بوده‌است. ولایت ری (یا همان استان تهران امروزی) از باستان چندین دهکده و روستا داشته‌ است که یکی از معروف‌ترین آن‌ها کن است. یکی از مناطقی که در اسناد تاریخی نامش از توابع ری در کنار کرج و تهران آمده کن می‌باشد و تاریخ کن با استناد تاریخی و اسناد مربوطه به بیش از ۶۰۰۰ سال پیش می‌رسد. درحال حاضر کن را با نام محله کن واقع در غرب تهران و منطقه ۵ شهرداری تهران می‌شناسند. ساکنان قدیمی کن به زبان پهلوی سخن می‌گویند که به لهجه کنی معروف است. در گذشته بافت کن روستایی بوده است ولی در حال حاضر محله کن دارای بخش های مدرن و ساختمان ها و برج های نوساز جدیدی بخصوص در بخش شرقی و جنوبی کن میباشد، باغ های کن کماکان در بخش غربی و شمال و شمال غربی محله هستند و پوشش گیاهی و زیبایی خاصی به محله بخشیده‌اند. 

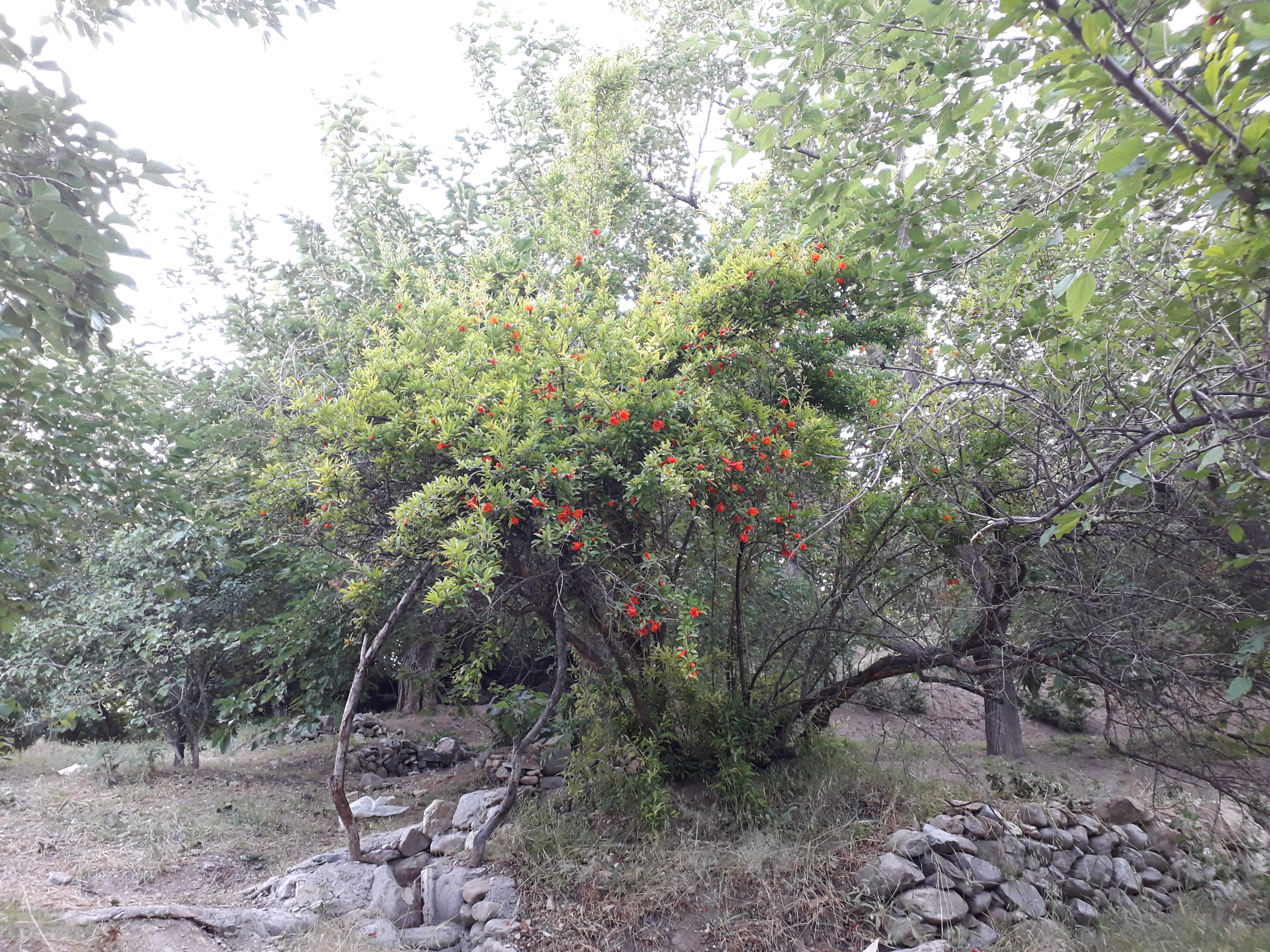
باغ کن

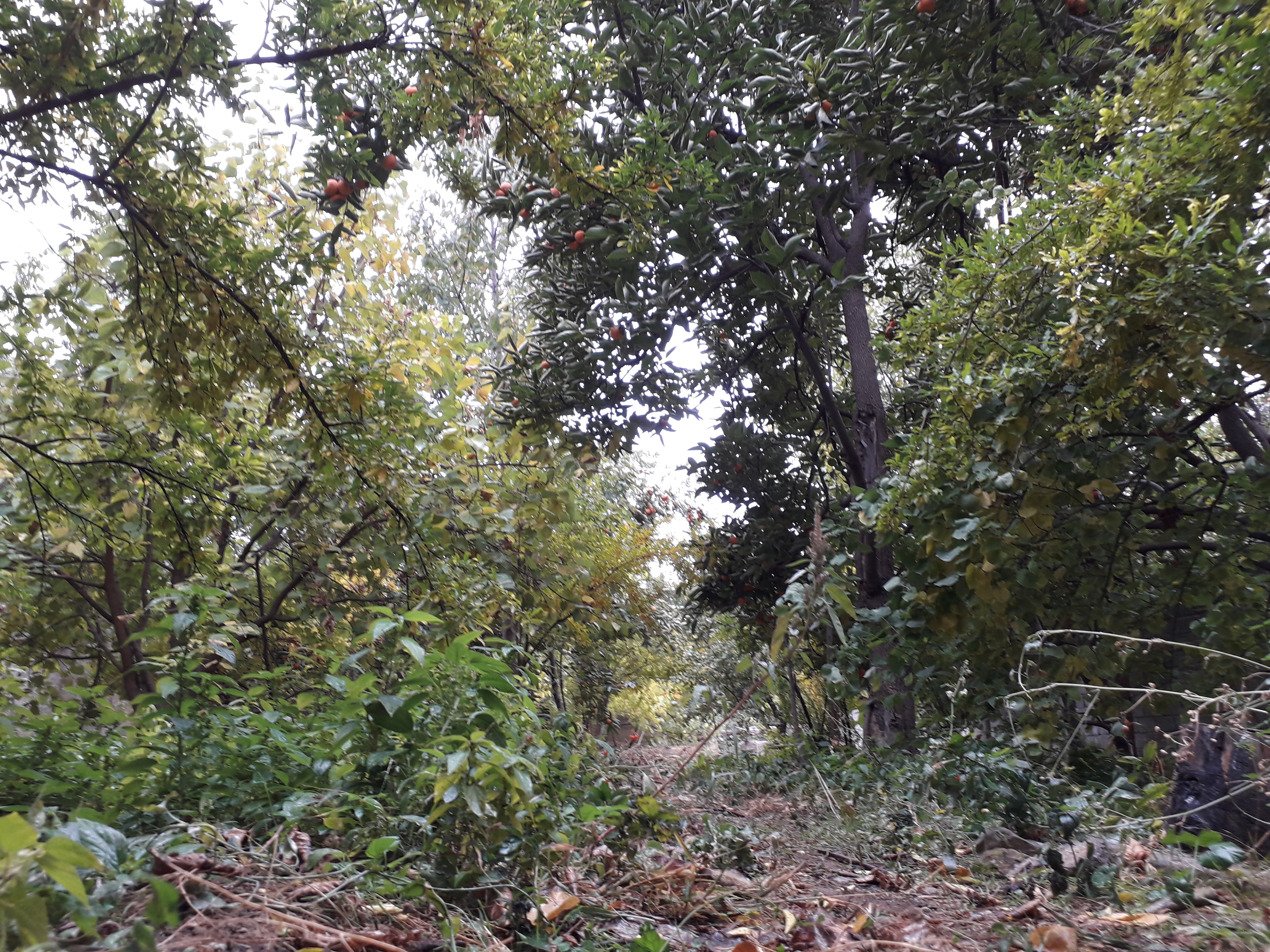
باغ کن

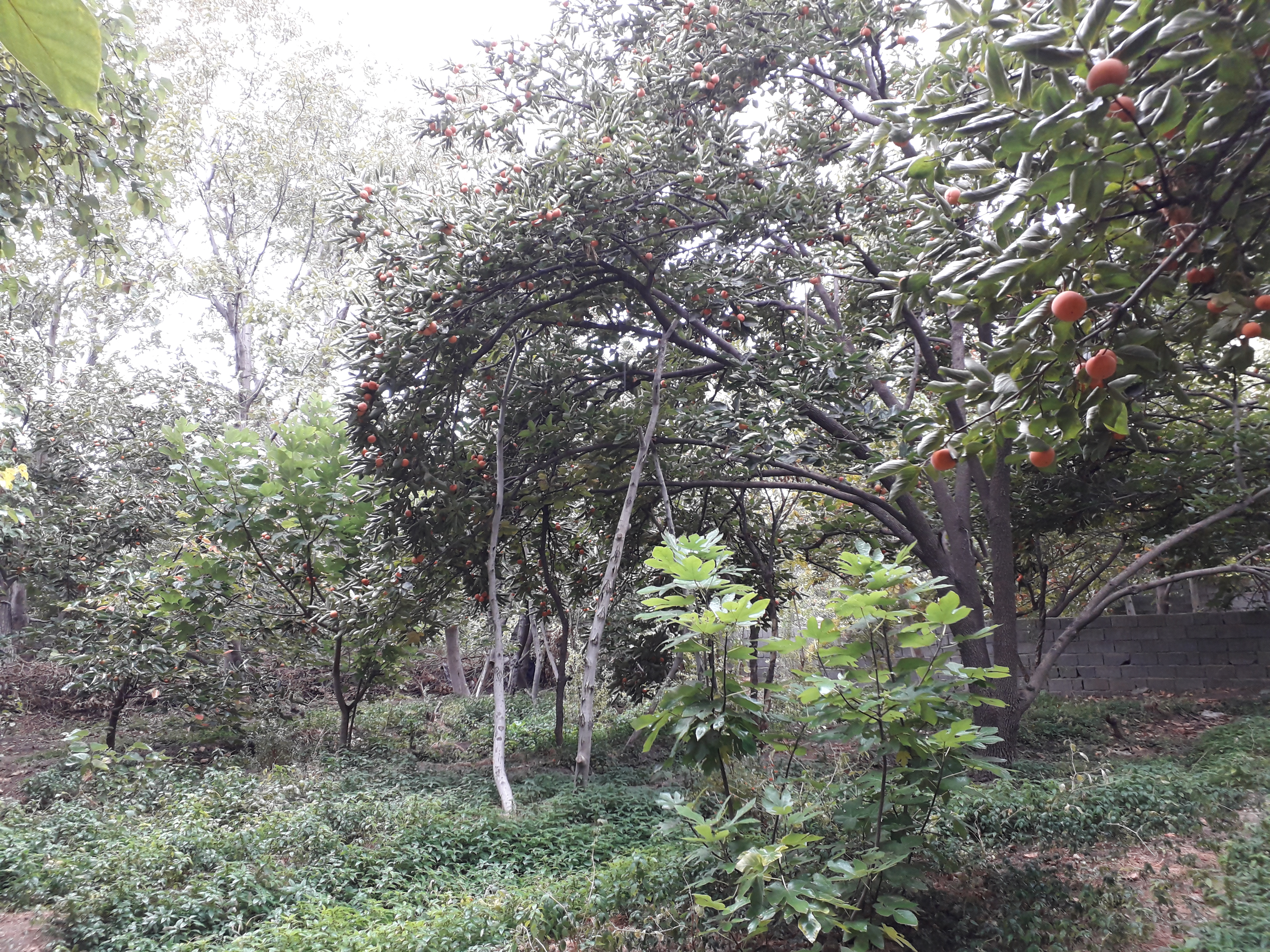
باغ کن

بیوگرافی باغ‌ها:

## بافت معماری
بافت معماری کن از خشت و گل و شیروانی‌های فلزی و چوب است. بافتی که هنوز باقی مانده و در خانه‌های قدیمی دیده می‌شود. کوچه‌های باریک و خانه‌های دو طبقه قدیمی که در گذشته به ندرت آجری بوده. اما امروزه به خاطر توسعه شهر تهران و اتوبان‌هایی چون همت، حکیم و آبشناسان و آزادراه در دست احداث تهران به شمال، تغییر کرده و خانه‌هایش به مرور زمان شبیه به بافت مدرن تهران شده‌است.
از معروف‌ترین آثار باستانی شهر امروز تهران، پل حاج محمد علی کنی است. باغ‌ها و خانه‌های قدیمی این محله زیبا امروزه به دلیل توسعه بی‌رویه شهر تهران دچار آسیب شده‌است.

## زرگران بخش کن
بخش کن یکی از بخش‌های اصلی شهرستان تهران بوده و در گذشته منطقه یا بخش کن از شرق به میدان توحید، ستارخان و آریاشهر یا صادقیه (حسن‌آباد)، از غرب تا گرم دره، وردآورد و قلعه حسن خان (شهرقدس) و اسماعیل‌آباد، از شمال تا شمیران، فرحزاد، امامزاده داوود و شهرستانک و از جنوب تا نهر فیروز بهرام، مهرآباد، تهرانسر و بزرگراه آزادگان امروزی ادامه داشته. هنوز بخشی به نام کن وجود دارد و بخشداری کن موجود است اما این بخش بسیار کوچک شده‌است. دهستان سولقان، سنگان، کشار، کیگا، وردیج، واریش و امامزاده داوود در این بخش هستند.

## رود کن
کن در منطقه‌ای کوهپایه‌ای رشته کوه بالان گردن از رشته کوه‌های البرز واقع شده و کوه‌های بسیاری آن را احاطه کرده‌اند. کوه‌های اطراف کن:
1. کوه باغ میر.
2. کوه آسیابک یا آسیاب باد.
3. کوه دره مالا.
4. تپه کوهک.
5. کوه کبوتک.
6. کوه گرم دره.
7. کوه پیر داوود.
8. کوه هزار دره.
9. کوه دره شور.
10. کوه بازارک.
11. کوه شاهنشین.
12. کوه لوارک.
13. پهنه‌حصار (رشته کوه).
14. کوه لیچه.
15. کوه مزرا.

در پایه همهٔ این کوه‌ها، نهر و چشمه‌هایی است که آب آن به رودخانه کن می‌ریزد. هر کوه دره‌هایی دارد که طبیعتی زیبا دارند. رود، آبشار، توتستان، درختان گردو و شاه توت و طبیعت بکر از خصیصه این منطقه است.
دره‌های اطراف کن نیز بسیارند. دره حصارک، تنگه باغ میر، دره مالا، دره زرنو کوچک، دره زرنو بزرگ، دره پل حاجی محمد علی، دره لوسک، تنگه، دره ولوزونه، دره باغ درغمش، خرگوش دره، دره رودخانه، دره لوره کون، دره وسک، دره لتمال موسوم به دره آسیاب باد، گرم دره در انتهای کوه آسیاب باد، دره دروازه کوهک، دره پستونک، دره خواجه، دره قلاچ، هزار دره و ده‌ها دره دیگر.

## تاریخ کن
تاریخ کن با استناد تاریخ و اسناد مربوطه به بیش از شش هزار سال پیش می‌رسد از نظر سابقه زندگی بشر در این منطقه حداقل با توجه به آثار بدست آمده باستانی (کوزه سکه‌های طلا در حفاری بزرگراه همت در سال ۱۳۸۵) حداقل برآورد۶۰۰۰ تا ۸۰۰۰ سال را دارد. (آتشکده و مکانهای کشف شده در آزاد راه کن، شهرستانک) یا همان تهران، چالوس. اما از آنجا که یکی از بزرگترین رودخانه‌های کن که از کوه‌های امامزاده داود سرچشمه داشته و تا دریاچه قم می‌رود در آنجاست و از آنجا که بشر همیشه در پای رودخانه‌ها سکنی داشته می‌توان زمان سکونتی بیش از این را نیز برآورد کرد. درختان کهن‌سال چندصد ساله، امامزادگان موجود در کن، آداب و سنن خاص منسوخ شده و زبان باستانی دلالت بر تاریخ کهن این دهکده را می‌دهد.
مدارک تاریخی زیاد است اما تاریخ زنده را می‌توان در سینه اهالی و قدیمی‌های کن یافت. افسانه‌هایی در مردم جریان دارد که در مشاهده دقیق چندان هم افسانه به نظرمی‌رسد؛ مثلاً جمعی از مردم کن می‌گویند چند سال پیش، هنگام ساخت و ساز ساختمانی در کنار مدرسه دخترانه مهدیه فعلی، استخوان‌هایی پیدا شده که معلوم بود دفنشان روبه قبله نبوده‌است. این یعنی نشانه‌ای بر این مدعا که تاریخ کن حتی به پیش از اسلام برمی‌گردد. یا برخی می‌گویند اخیراً سکه‌هایی یافت شده که قدمت تاریخی آن به صدر اسلام بازمی‌گردد. تمام این اعتقادات نشان از این دارد که اهالی کن اگرچه نه خیلی دقیق ولی تاریخ روستای خود را بسیار کهن می‌دانند از مکانهای مذهبی که در اطراف و روستاهای کن پیدا شده مربوط به دین زرتشت و حتی یهودی هم می‌توان نام برد.

## کن در کتاب‌ها
از کن به عنوان قریه و بخش و منطقه‌ای خرم و سرسبز در کتاب‌ها و نقشه‌های بسیاری نام برده شده‌است. اکثر کتاب‌هایی که دربارهٔ تهران قدیم و ولایت ری است می‌توان نشانی از تهران یافت. مرحوم علی‌اکبر دهخدا در لغتنامه‌اش ذیل واژه کن می‌آورد:
«مرکز بخشی است در شمال باختری تهران که در ابتدای دره سولقان روستای بالان واقع است و در حدود ۵۲۰۰ تن سکنه دارد، محله کن از پنج محله به نام‌های (بالان، سرآسیاب، اسماعیلیان، درقاضی، میان‌ده) تشکیل می‌شود. این محله‌ها و باغ‌های کن در قسمت خاور رودخانه کن که از ارتفاعات شمالی سولقان سرچشمه می‌گیرد واقع است و آب مزروعی این قصبه از زهاب همین رودخانه تأمین می‌شود. کن دارای بخشداری، ژاندارمری، بهداری، آمار، پست، محضر رسمی و ثبت احوال است. بخش کن در سابق مهم بوده و از چهار دهستان کن، شمیران، ارنگه و شهرستانک تشکیل می‌شود که در اواخر سال ۱۳۲۶ ه‍.ش دهستان شمیران تبدیل به بخش و دهستان‌های ارنگه و شهرستانک ضمیمه بخش آسارا شده‌است.».
درکتاب هفت اقلیم نوشته امین احمد رازی آمده‌است: «کوهستان دیگری تقریباً در دو فرسنگی تهران است به نام کن و سولقان که آنجا نیز از بسیاری آب روان و کثرت درختان و میوه‌های الوان مانند بستان جنان تواند بود!».
درکتاب قصران «نام قدیم تهران» تألیف دکترحسین کریمان آمده‌است: «وضعیت جغرافیایی و اقلیمی کن باستان آنچه در قصران خارج واقع است، عبارتند از: دهستان کن با بیش از ۳۰ پارچه آبادی:
۱- بالان (کن) ۲-سولقان ۳-سنگان ۴-رندان ۵-واریش ۶-وردیج ۷- خور و ارنگه ۸- طالان ۹-کشار ۱۰-کیگا ۱۱-باغ ونک ۱۲-پونک ۱۳-باغ فیض ۱۴- فرحزاد ۱۵-حصارک کن ۱۶-مرادآباد ۱۷-طرشت ۱۸ وسک ۱۹- قلهک ۲۰-لونیز ۲۱-گرمدره ۲۲-کلاک ۲۳-لتمال کن ۲۴-آسارا ۲۵-سرودار ۲۶-کندر ۲۷-ابهرک ۲۸-واریان ۲۹-سیجان ۳۰-شهرستانک ۳۱-مورود
بخش کن فعلی از پنج محله (بالان، سرآسیاب، اسماعیلیون، میانده، دارقاضی)
و هفت روستا:
(سولقان، کشار، سنگان، رندان، طالان، کیگا، وردیج، واریش)
و محله‌های جدید:
(شهرزیبا، اندیشه، آلاله، سازمان آب، بهار، شقایق، سازمان برنامه، شهران ، جنت آباد، مبعث ایران پارس، دهکده المپیک، شاهین حسن‌آباد، پیامبر و …..) که همگی در “ بخشداری کن “می‌باشند و درشمال غربی تهران و در ۵۲۰۶ درجه طول و ۴۲۰۶ درجه عرض جغرافیایی برطبق فرهنگ جغرافیا و فرهنگ آبادی‌های کشور است. دو دبستان و درمانگاه و شرکت تعاونی دارد. از رودخانه کن هفت قنات مشروب می‌شود و ۲۰۰۰۰۰۰۰ راس گوسفند نگهداری می‌شود و ۱۵۰۰ هکتار گندمکاری آبی داشته و ۲۲۵۰۰ هکتار باغ و قلمستان دارد. باغ‌های کن در قسمت خاور رودخانه کن که از مرتفعات شمالی سولقان سرچشمه می‌گیرد واقع است. از آنجا گندم، جو، نخود، انجیر، انار، خرمالو، زردآلو و گیلاس به دست می‌آید.» در قسمتی دیگر از این کتاب آمده‌است: «تاریخ کن نیز با قدمت بیش از چند هزار سال نشانگر تمدنی کهن است. البته لازم است ذکر شود مناطق کن و ری از تهران قدیمی‌تر هستند و نقل است در کتاب‌های تاریخی که: در زمان تیمور حاکم شهرری افرادی را برای تهیه میوه از باغات کن به سوی این محل گسیل می‌دارد؛ ولی آنها جز ویرانی مخروبه چیزی نمی‌یابند. هنگامی که از چوپان‌های گله که در اطراف آن محل با احشامشان بودند از کن سراغ می‌گیرند آنها در جواب به زلزله‌ای که بتازگی اتفاق افتاده اشاره می‌کنند که در آن زلزله، کن به کلی ویران شده و آنهایی که با توجه به کارشان در دشت و بیابان بودند از زلزله درامان می‌مانند و تعداد خیلی کمی زنده می‌مانند.».
در کتاب رجال ایران صفحه ۴۰ آمده‌است: «پس از فوت محمدشاه۱۲۶۴ ه‍.ق هنگامی که ناصرالدین شاه از تبریز به سوی تهران حرکت کرد و به نزدیک پایتخت رسید، ال‍له‌باشی عباس میرزا را تا یک منزلی «قریه کن» به پیشواز شاه تازه می‌برد و چون شاهزاده زیاد مورد توجه شاه واقع نمی‌شود از این جهت ال‍له‌باشی به شهر بازگشته از کار خود به کلی کناره‌گیری می‌کند و…».

## کنی‌های سرشناس
بافت فرهنگی اسلامی کن باعث شده تا مردمان بزرگی از این دهکده ظهور پیدا کنند که به تقوا، علم و فرهنگ معروف بوده و هستند. چند نمونه از آن‌ها مانند:
1. ملا علی کنی (نویسنده، مرجع تقلید، فقیه و عالم علوم اسلامی در عهد قاجار که با اعتراض امتیاز رویتر را باطل کرد)
2. علی کنی (اولین رئیس فدراسیون فوتبال ایران)
3. محمدرضا مهدوی کنی (مؤسس و رئیس دانشگاه امام صادق، رئیس مجلس خبرگان، وزیر کشور و نخست‌وزیر)
4. محمدباقر باقری کنی (عضو پیشین مجلس خبرگان رهبری و سرپرست پیشین دانشگاه امام صادق)
5. حاج غلام حسین سنگانی معروف به حاج قاضی اولین قاضی
6. علی باقری کنی (دبیر شورای راهبردی روابط خارجی ایران)
7. سرلشگر پاسدار سید حسن(رضا) افضلی (راننده و محافظ سید علی خامنه ای در دوران ریاست جمهوری و حضور در جبهه) محافظ علی اکبر ناطق نوری

محافظ  علی اکبر هاشمی رفسنجانی محافظ محمد رضا مهدوی کنی

## کن امروزه
کن امروزه تبدیل به یکی از محلات تقریباً دست نخورده تهران بزرگ شده و با اتوبان‌ها محاصره شده‌است. ساخت ساز بلند مرتبه سازی با کوچه‌های باریک کن تناسبی ندارد. اتوبان همت بین مردم و توتستان‌ها فاصله انداخته‌است. آب رودخانه سد شده و کمتر در آن رود پرخروش سابق آب دیده می‌شود. باغات زیادی خشک شده‌اند و آپارتمان‌ها جای آن را گرفته‌اند. شهرداری با از بین بردن باغات در حال ساخت پارک ساحلی تفریحی است. خیلی از مردم قدیمی کن به داخل تهران کوچ کرده‌اند. دره‌های کن شده‌است پاتوق مردمی که به دنبال کباب و قلیان کشیدن هستند. امامزاده‌ها، باغات و کوچه‌های دست نخورده کن امروزه شاهد گروه‌های فیلمبرداری بسیاری است که آنجا را به عنوان لوکیشن فیلمبرداری انتخاب کرده‌اند. از فیلم‌های سینمایی معروف که در کن فیلمبرداری شده می‌توان به باران ساخته مجید مجیدی نام برد.
تقسیمات شهری جدید باعث شده مردم توابع کن دیگر با کن مانند گذشته ارتباط نداشته و فرهنگ باستانی مردم در حال فراموشی باشد.

## محلات کن
کن دارای ۵ محله قدیمی است که در زبان محلی بالان (بالون) - اسماعیلیان (اسمالون) - میانده (میونده) - دارقاضی (درقاضی) - سرآسیاب (سراسیاب) به آن‌ها گفته می‌شود. محلات جدید تر هم قبلاً جزو حومه و حاشیه دهکده بوده‌اند.
پنج محله قدیمی کن:
1. بالان یا بالون
2. میان ده گاو

میونده
1. اسماعیلیان یا اسمالون
2. دارقاضی یا درقاضی
3. سرآسیاب